# みそララ
『みそララ』は、宮原るりによる日本の4コマ漫画作品。『まんがタイム』（芳文社）にて2006年7月号から連載。2008年11月号までは正式タイトルを「みそララ 今日も明日もタノシゴト」としていたが同12月号より『みそララ』が正式タイトルとなった（単行本では1巻から「みそララ」としていた）。2012年12月号をもって「第一部・完」と銘打たれ、休載に入った。
その後、2022年11月30日発売の『Web BULL』（少年画報社）4号より、出版社を移籍して連載を再開した。また少年画報社より『みそララ＋』のタイトルで、単行本既刊6冊に描きおろしを含めた新装版を刊行予定。
同作者の別作品『恋愛ラボ』と世界観を共有しており、登場人物にも関係者などがいる。また、一部キャラは同作のテレビアニメにも登場した。

## 概要
OLだった美苑は会社の倒産がきっかけで、小さなデザイン会社に転職。個性的なスタッフの支えを受けつつ、新米ライターとなった彼女の仕事ぶりとその成長を描く。
作者のフリーライター時代の体験を元にしている部分もあるという。

## 登場人物

### マース企画の人物
麦田 美苑（むぎた みその）
主人公。25歳。もともとはある商社で4年間経理をしていたOLだったが会社が倒産し、求人誌で見つけたデザイン会社「有限会社マース企画」に経理担当として転職。後に憧れていた職業であったライター業も兼務するようになり、やがてライター専任となる。ペンネームは「麦みそ」。文章を書くこと自体は大好きで冗長になってしまうことが多く、長文の苦手な大部分の同僚に珍しがられるほど。学生時代には数年の歳月をかけて長編小説を書き上げたり、片想いポエムを自作していたこともあったらしく、大島はこの経験が現在の美苑の文章力に繋がっていると推測している。ドジな所もあるが常に前向きな性格で、周囲のサポートを受けながらライターとして成長していく。酒は「限界の先にまた次の限界の繰り返し」というザルだが酒癖は非常に悪く、酔うと人に絡んでくるようになる。太りやすい体質を気にしており、ダイエットに挑戦したりしている。
一見するととぼけ気味な人物だが、前に勤めていた会社ではOL達の間で微妙な線が引かれた派閥争いを生き抜いてきた歴戦の猛者。
1巻では愛車が登場するが、その車種はスズキ・アルトラパンをモチーフとしたものである。
家族は両親と弟（大阪に在住。当地では交際相手と半同棲中）。
米原 梨絵（よねはら りえ）
美苑とは同い年の25歳。デザイン担当で、かつては経理を担当していた。見た目はクールだが内心は熱血派。人見知りな性格で、当初は美苑を警戒してか敵視するようなスタンスを取っていたが、彼女の成長と前向きな姿勢によって次第に打ち解けるようになる。酒は「弱いくせにやたら飲む」（梶浦談）タイプで、酔うと自虐気味の泣き上戸になる。細身でスリムな体型で太りにくい体質だが、胸がないことを気にしており、酔った時には「Aカップに憧れる女（＝自分）もいるんだぞ！」と発言したこともある。髪型は当初はロングヘアだったが4巻でショートカットにチェンジ。
伯母がポップアート好きだったことや小学3年の時に交通安全ポスターのコンクールで入賞したことでデザインに興味を持ち、高校もデザイン科に進んでいる。デザインの専門学校を経て名古野（モデルは名古屋市）の大手デザイン会社に勤務していたが、萎縮して実力を発揮できずにマース企画に転職している。
粟屋 真琴（あわや まこと）
22歳。営業担当。高校・大学ではバスケットボール（ポジションはポイントガード）に青春を捧げた体育会系。語尾に「～ッス」と付けるのが特徴。明るく楽天的な性格で、美苑を励ましたりする事も。美苑より年下で新卒入社したばかり。髪型はベリーショートだが、これはクセっ毛な上に髪の量が多いため伸ばすと治まりがつかなくなるから。意外と胸が大きめ（梨絵からは僻みを込めて「隠れ高額納税者」と呼ばれるハメに）。コンプレックスは足首が太めなことと、色気が少ないこと。体育会系出身であるが故に先輩には逆らえず、そのためパシリ時代に培った色々な特技を持つ。
増田 孝作（ますだ こうさく）
「マース企画」社長。温厚な性格で「能力のある人物」を見抜く目はあるものの、仕事ぶりはあまりよくない（社員からもその様に評価されている）。人当たりはいいので外部からの評判は（仕事以外では）よく、大島（後述）をして「珍種の無能」と評される。見た目は中世の音楽家風で、常にスカーフを巻いている。趣味は音楽家の肖像画風に顔の表情を変えて相手を驚かせることだが、入社前の面接では緊張している相手の本性を見破る手段として使っている。バツイチで現在は独身。
梶浦 修平（かじうら しゅうへい）
営業担当の男子社員。口の悪さは社内一。いつも何かにつけて女子社員にダメ出しをし、またニックネームをつけて呼ぶ。美苑は「麦みそ」、梨絵は「米子」。真琴のことはかつて「あわわ」と呼んでいたが、「アイドルみたい」と却って機嫌を良くしてしまったのでやめた。この3人の苗字（麦・米・粟）を取って彼女たちを「穀物トリオ」と総称している。営業の時はさわやかな笑顔と姿勢で臨むプロだが、これは無愛想かつ怒りっぽい素の自分を隠して社会人らしく振舞うためであり、自分自身でもこの姿を「メッキ」と呼んでいる。無神経な発言で美苑たちの怒りを買うことも多いが、性根は悪くない。美苑との間には「恋愛フラグ」の様なものが立つこともあるが、そのことごとくを自ら叩き壊している。
大好物はチョコレート。苦手なものは「長文の企画書」。「足の綺麗な人が好き」という脚フェチでもある。高校時代はバレー部に所属していたらしいが、現在は体育会系のノリは苦手。
棚橋 裕也（たなはし ゆうや）
デザイン兼イラスト担当。マイペースな性格でちょっと変わり者だが、物事を冷静かつ客観的に見ている。時に美苑たちに仕事上のアドバイスを諭す。自身の仕事ぶりについては「やる気も熱意もあまりない」と言うが、松山はこれを「（一見したやる気のなさは）他人のやる気を削がないからいい」と評価している。
紘佳（ひろか）、鈴音（すずね）という2人の妹 を溺愛するシスコンである。そのシスコンぶりは、上の妹である紘佳の結婚式において新郎をいびり、その夜は妹のことを思って泣き出すほど。その一方で下の妹である鈴音には私立中学への進学を勧め、学費を親と半々で負担している。美苑をして「父を持った娘のよう」と言わしめ、自身も「鈴音が生まれた時もう中学生で、兄というより父親に近かった」と語っている。自身がメガネをかけていることもあり、趣味は「変なデザインのメガネコレクション」であることが『恋愛ラボ』内で語られている。
目標とする人物は「高田じゅんじ」。
大島 真理子（おおしま まりこ）
営業担当。34歳。彼女の前では年齢ネタは禁句。バリバリのキャリアウーマンで成績は優秀。部下を高く評価している。営業職の前はライターもしていた。美苑にとっては「師匠」とも言うべき存在であり、「麦みそ」というペンネームを与えたのも彼女。お酒の席では普段はおとなしいが、「仕事上のストレスが溜ったりヘコんだりしている時に」「飲んだ酒がその時の感情にヒットする」と酒癖が極端に悪くなり、男女問わず部下にセクハラまがいの言動を取るようになってしまう。ライター時代のペンネームは新人当時の先輩に付けられた「まりまりん」という本人にとっては抹消したい代物。1巻では、なぜか穀物トリオに「殿下」というニックネームを付けられた。
前の職場で知り合った、年下の彼氏と長距離恋愛中である。
松山 宏（まつやま ひろし）
デザイン担当チーフ。社内でも増田以外は営業チームですら「チーフ」と呼ぶことがほとんど。仕事量は梨絵の倍を割り当てられても、飄々と仕事をこなす「出来る」人物。性格は温厚で、部下の梨絵にとっては「理想の上司像」でもある。ライター業も優秀なので美苑にアドバイスする事も。悩みは頭髪が薄くなってきていること。社長とは長い付き合いで、会社の立ち上げにも関わっており、現在は現場の仕事をこなしながら後進の成長を見守る事を楽しんでいる。温泉フリーク。紘佳が来るまで、社内で唯一の配偶者持ちだった。作者のコメントによると9人中で彼のみモデルとなった人物がいるらしい。
牧野 紘佳（まきの ひろか）
棚橋の上の妹。美人で巨乳で既婚者。ただし腹黒な部分もある。年齢は美苑、梨絵と同い年で、梨絵にとっては何かにつけ（主に胸と女子力で）敗北感を覚える存在。彼女もまた兄と同様に妹・鈴音を溺愛するシスコン。マース企画の面々とは社内親睦バーベキューの際に初めて知り合った。その後美苑のライター専任化に伴い経理担当としてマース企画にパートタイムで就職。結婚前に取得した経理関係の資格を生かす。
手の早い性格で、泣き虫でドジな夫や下の妹に対するシスコンが過剰な裕也に対し、妹の作ってくれたハリセンでツッコミをかます。それどころか雇用主である増田すら就職間もない頃からミスした時には容赦なくハリ倒している。

### 『恋愛ラボ』からのゲスト
棚橋 鈴音（たなはし すずね）
棚橋の下の妹。中学1年生。棚橋の会社のファイルを、彼女が誤って持っていってしまい、それを届けにマース企画に寄る。その後新聞同好会の見学、および単行本第6巻のカバー裏漫画などに登場。
前述の通り、2人の兄姉から溺愛されている。
倉橋 莉子（くらはし りこ）
鈴音に付き添い、共にマース企画に寄った彼女の学校の先輩。
ちなみにこのエピソードは『恋愛ラボ』2巻の頃なので、まだ自分が学校で『ワイルドの君』と呼ばれている事は知らない。
南 桃果（みなみ ももか）、市川 奈々（いちかわ なな）
ともに新聞同好会メンバー。鈴音の仲介で、美苑たちから「文章の書き方」のレクチャーを受けることに。
倉橋 蓮太郎（くらはし れんたろう）
莉子の弟。鈴音が持っていたツーショット写真の相手（詳細は「恋愛ラボ」の記事を参照）。これを見た裕也はショックを受ける。

### その他の人物
牧野（まきの）氏
紘佳の夫。シスコンの義兄・棚橋にいつもいじめられている。爽やかで腰が低く顔は二枚目（面識ある義兄の同僚の梶浦曰く「顔はいい」）だが、泣き虫かつ非常にドジな性格。そのドジっぷりは棚橋からは「こんな萌えないドジっ子初めてだよ」と言われるほどで、妻からはいつもハリセンでツッコまれている。また普通に行動していても何かしら不幸に見舞われることが多く、梶浦からは「トラブルの避雷針」とも言われた。
見た目は華奢だが胸板はある方で、「Aカップはあるかも」とつぶやいたことで酔った梨絵に絡まれた。
長原（ながはら）
洋菓子店「ESLEEP（エスリープ）」の店長（オーナーパティシエ）。美苑が初めてグルメムック雑誌の取材をした相手で、後に新店舗のパンフレットの製作をマース企画に依頼する。ちなみに店名の由来は「店を開く時期に不安でよく眠れず、いい眠りがしたい→イースリープ→ESLEEP」とけっこういい加減。性格もいい加減なタイプで、その大雑把な性格は増田社長を思わせる。ただし、お菓子作りに妥協はしない。なお「ESLEEP」は「恋愛ラボ」でも登場する。
稲葉（いなば）
マース企画の取引先である「アイギ印刷」の営業マン。真琴とは仕事で顔を合わせることが多い。彼女とは別の大学のバスケットボール部出身の体育会系（マッチョ体型）でいつも元気がいい。ただし下ネタや色恋沙汰を容赦なく突くこともある。
大学時代、バスケの試合に負けて号泣する真琴を目撃し、その泣きっぷりに感心した経験がある（ただし当時互いの面識はない）。
沢岡（さわおか）
美苑と組んで一緒に仕事をしていることの多いカメラマン。気弱な性格で、静止物の撮影が得意。
田島（たじま）
観光地「高的山」の観光協会の職員。PRの仕事でマース企画の面々とは度々顔を合わせる。美苑と梶浦を「仲のいいカップル」と勘違いしており、主に梶浦にちょっかいを出す。梶浦にとっては「社長（＝増田）タイプに棚橋が入ってる」ため「つかみどころがなくてつい素に返りそうになる」とまで言わせてしまう天敵的な人物。
岩谷
編集プロダクションに所属するライター。かつて大島とはいっしょに仕事をし、美苑とは彼女がライターになってから一番付き合いの長い関係者。なお初出は4巻のカバー漫画（ただし声のみの登場）。若い頃に短髪で猿顔なことから先輩に「ウッキー」という身も蓋もないあだ名を付けられる。それをペンネームにすると共に「陽気なイベント屋」モードに移るためのスイッチとして活用してきたが、最近では年齢も含めた素の自分と「ウッキー」との落差にやや困惑気味。梶浦に負けず劣らずの脚フェチ。既婚者。
モデルは作者の知人。その人物も「ウッキー」と呼ばれている。

## 用語
マース企画
正式名称は「有限会社マース&プレザントフレンズ」、直訳すると「マースと愉快な仲間達」。火星あるいはローマ神話の軍神（Mars）から採った訳ではなく、社長の苗字（増田）からの連想で命名。名目上は「デザイン会社」だが、編集プロダクション（編プロ）の業務も行なう。東海地方の「岐穂市」にある。オフィスはある一軒家を改造したもので1階に営業部、2階にデザイン部のそれぞれ独立した事務所がある。2階には仮眠室（兼休憩室）があり、ここで終業後に飲み会が行なわれることも。キッチンはオール電化されており、床下格納庫に金庫がある。
じょろん
美苑が初めて取材を行なった雑誌で、その時は別冊扱いの「ラーメン店特集」の取材を行なった。後に本誌の「カップルで行く、しっとり小旅行特集」では美苑は高山市を中心とした特集記事を執筆している。モデルは「じゃらん」。
シェ・リング
「じょろん」とは別の雑誌で「ケーキ特集」を組んだ際、「ESLEEP」とともに取材と行なった。この地域では最大手。なおネーミングの由来はオーナーシェフが「三輪」という名前で、「Chez-RING」から命名したという。
美濃浦温泉（みのうらおんせん）
ここの旅館組合が主催したポスターのデザインコンペに、マース企画が参加した。古い風情を守るところで、バブル期のリゾート計画にも猛反対したのだとか。
にゃがら川
ここの河川敷で、会社のバーベキューが催された。モデルは「長良川」。
CUTEen（キューティーン）
女子中高生向けの「激カワ女子雑誌」。ここの記事で美苑は「女子高生文体」で記事を書くハメになった。モデルは「CUTiE+Seventeen」。
SPY WALKER
東海発のファンション&カルチャー雑誌。美苑は沢岡とともに、岐穂駅前で街頭アンケートを行なった。モデルは「SpyMaster+Walker」。
G-HOLIC
5巻時点で創刊された「岐穂の見所を紹介する季刊フリーマガジン」。執筆陣に地元クリエイターを集め、マース企画も編集に大きく関わり、美苑は地元職人・作家へのインタビューの連載をもっている。
ジェット☆ルシファー☆力士
美苑がチケット情報誌向けにライブレポートの執筆を依頼された、インディーズバンド。男性2人（「ジェット」と「ルシファー」）がメンバーの核。ジャンルは美苑をして「カオスバンド」と評せしめている。ファングッズは軍配。また『恋愛ラボ』5巻・6巻では水嶋沙依理がこのバンドのロゴ入りTシャツを着ているほか、さらに宮原の別作品『僕らはみんな河合荘』第2巻では主人公・宇佐和成が「JLRロゴ」「軍配のイラスト」入りという、このバンドを連想させるTシャツを着ている（テレビアニメ版では第7話で登場）。またロゴ入りTシャツは実際に少数ながら製作され、『まんがタイムコレクション・宮原るり特集（2011年7月発売）』でプレゼント賞品となった。
なお、この時の取材で「ホリデーフォーク」という会社名が登場するが、このモデルは「サンデーフォーク」。

## 書誌情報
- 宮原るり『みそララ』 芳文社〈まんがタイムコミックス〉、全6巻
  1. 2007年10月21日初刷発行（2007年10月6日発売[5]）、ISBN 978-4-8322-6580-6、オールカラー版
フルカラーと2色カラーで発売。
  2. 2008年10月22日初刷発行（2008年10月7日発売[5]）、ISBN 978-4-8322-6679-7
2巻の発行記念としてエッセイ的作品『せきララ』を、『まんがタイム』2008年11月号に掲載。
  3. 2009年10月22日初刷発行（2009年10月7日発売[5]）、ISBN 978-4-8322-6782-4
  4. 2010年10月22日初刷発行（2010年10月7日発売[5]）、ISBN 978-4-8322-6893-7
上記の『せきララ』を併録。
  5. 2011年11月22日初刷発行（2011年11月7日発売[5]）、ISBN 978-4-8322-5019-2
  6. 2012年12月22日初刷発行（2012年12月7日発売[5]）、ISBN 978-4-8322-5139-7
- 宮原るり『みそララ＋』 少年画報社〈ヤングキングコミックス〉、既刊6巻（2023年4月28日現在）
  1. 2023年2月28日発売[1][6]、ISBN 978-4-7859-7332-2
  2. 2023年2月28日発売[1][7]、ISBN 978-4-7859-7333-9
  3. 2023年3月30日発売[8]、ISBN 978-4-7859-7351-3
  4. 2023年3月30日発売[9]、ISBN 978-4-7859-7352-0
  5. 2023年4月28日発売[10]、ISBN 978-4-7859-7385-8
  6. 2023年4月28日発売[11]、ISBN 978-4-7859-7386-5